# Pavel Trichičev
Pavel Sergeevič Trichičev (in russo Павел Сергеевич Трихичев?; Mončegorsk, 7 novembre 1992) è uno sciatore alpino russo.

## Biografia
Trichičev, attivo in gare FIS dal dicembre del 2007, in Coppa Europa ha esordito il 14 gennaio 2012 a Méribel in supergigante (76º) e ha ottenuto il primo podio il 26 gennaio 2013 al Großer Arber (2º in slalom gigante). Ha debuttato ai Campionati mondiali nella rassegna iridata di Schladming 2013, piazzandosi 27º nello slalom gigante, in Coppa del Mondo il 9 marzo dello stesso anno a Kranjska Gora, senza qualificarsi per la seconda manche dello slalom gigante in programma, e ai Giochi olimpici invernali a Soči 2014, dove si è piazzato 26º nel supergigante, 33º nello slalom speciale, 24º nella supercombinata e non ha completato lo slalom gigante.
Ai Mondiali di Vail/Beaver Creek 2015 si è classificato 31º nel supergigante, 24º nella combinata e non ha completato slalom gigante e slalom speciale; due anni dopo, nella rassegna iridata di Sankt Moritz 2017, è stato 35º nel supergigante, 18º nella combinata e non ha nuovamente completato slalom gigante e slalom speciale. Il 12 gennaio 2018 ha colto a Wengen, nella combinata del Trofeo del Lauberhorn, il suo primo podio in Coppa del Mondo (2º). Ai XXIII Giochi olimpici invernali di Pyeongchang 2018 non ha completato la combinata; ai Mondiali di Åre 2019 è stato 33º nel supergigante, 27º nello slalom gigante, 31º nello slalom speciale, 30º nella combinata e 9º nella gara a squadre. È inattivo dalla fine della stagione 2021-2022 poiché in seguito all'invasione russa dell'Ucraina del 2022 gli atleti russi sono stati esclusi dalle competizioni riconosciute dalla Federazione internazionale sci e snowboard.

## Palmarès

### Coppa del Mondo
- Miglior piazzamento in classifica generale: 57º nel 2018
- 1 podio (in combinata):
  - 1 secondo posto

### Coppa Europa
- Miglior piazzamento in classifica generale: 38º nel 2013
- 1 podio:
  - 1 secondo posto

### South American Cup
- Miglior piazzamento in classifica generale: 9º nel 2016
- Vincitore della classifica di combinata nel 2016
- 3 podi:
  - 3 vittorie

#### South American Cup - vittorie
| Data              | Località             | Paese     | Specialità |
| ----------------- | -------------------- | --------- | ---------- |
| 16 settembre 2015 | El Colorado          | Cile      | KB         |
| 16 settembre 2015 | El Colorado          | Cile      | KB         |
| 19 settembre 2018 | Ushuaia Cerro Castor | Argentina | GS         |

Legenda:

GS = slalom gigante

KB = combinata

### Far East Cup
- Vincitore della Far East Cup nel 2017
- Vincitore della classifica di slalom gigante nel 2017
- 23 podi:
  - 11 vittorie
  - 7 secondi posti
  - 5 terzi posti

#### Far East Cup - vittorie
| Data            | Località         | Paese         | Specialità |
| --------------- | ---------------- | ------------- | ---------- |
| 22 marzo 2013   | Južno-Sachalinsk | Russia        | GS         |
| 18 gennaio 2017 | Yongpyong        | Corea del Sud | GS         |
| 22 gennaio 2017 | Alpensia         | Corea del Sud | SL         |
| 23 gennaio 2017 | Alpensia         | Corea del Sud | SL         |
| 19 marzo 2017   | Južno-Sachalinsk | Russia        | GS         |
| 22 marzo 2017   | Južno-Sachalinsk | Russia        | SL         |
| 18 marzo 2018   | Južno-Sachalinsk | Russia        | GS         |
| 20 marzo 2018   | Južno-Sachalinsk | Russia        | SL         |
| 23 marzo 2019   | Južno-Sachalinsk | Russia        | GS         |
| 24 marzo 2019   | Južno-Sachalinsk | Russia        | GS         |
| 23 marzo 2019   | Južno-Sachalinsk | Russia        | SL         |

Legenda:

GS = slalom gigante

SL = slalom speciale

### Campionati russi
- 17 medaglie[2]:
  - 8 ori (slalom speciale nel 2013; slalom speciale nel 2014; slalom gigante, slalom speciale nel 2015; slalom gigante, slalom speciale nel 2016; slalom speciale nel 2017; slalom gigante nel 2019)
  - 3 argenti (supergigante nel 2010; slalom gigante nel 2014; slalom gigante nel 2017)
  - 6 bronzi (slalom speciale nel 2010; slalom gigante, slalom speciale nel 2011; discesa libera nel 2012; slalom gigante nel 2013; slalom speciale nel 2019)